# Carex lupuliformis
Carex lupuliformis är en halvgräsart som beskrevs av Sartwell och Chester Dewey. Carex lupuliformis ingår i släktet starrar, och familjen halvgräs. Inga underarter finns listade i Catalogue of Life.